# Springdale Heights
Springdale Heights est une ville australienne située dans la zone d'administration locale d'Albury, dans la région de la Riverina en Nouvelle-Galles du Sud.
Springdale Heights est une banlieue résidentielle située au nord de l'agglomération d'Albury, au sud de Table Top/Ettamogah, au nord de Lavington et à l'ouest de Thurgoona.
La population s'élevait à 1 891 habitants en 2011 et à 2 644 habitants en 2021.